# Lathrolestes luteolator
Lathrolestes luteolator är en stekelart som först beskrevs av Johann Ludwig Christian Gravenhorst 1829.  Lathrolestes luteolator ingår i släktet Lathrolestes och familjen brokparasitsteklar. Arten är reproducerande i Sverige. Inga underarter finns listade i Catalogue of Life.